# ريمكو فان دير سخاف
ريمكو فان دير سخاف (بالهولندية: Remco van der Schaaf)‏ (28 فبراير 1979 بتن بور في هولندا - ) هو لاعب كرة قدم هولندي في مركز الوسط. شارك مع منتخب هولندا تحت 19 سنة لكرة القدم ومنتخب هولندا تحت 21 سنة لكرة القدم. أما مع النوادي، فقد لعب مع فيتيسه آرنهم ونادي آيندهوفن ونادي بروندبي ونادي بيرنلي ونادي راندرس وفورتونا سيتارد.

## وصلات خارجية
- ريمكو فان دير سخاف على موقع إي إس بي إن إف سي (الإنجليزية)
- ريمكو فان دير سخاف على موقع قاعدة بيانات كرة القدم.إي يو (الإنجليزية)
- ريمكو فان دير سخاف على موقع Soccerbase.com (لاعب) (الإنجليزية)
- ريمكو فان دير سخاف على موقع عالم كرة القدم.نت (الإنجليزية)
- ريمكو فان دير سخاف على موقع AS.com (الإسبانية)